# Discografia di Joy Denalane

## Album
| Anno | Album                                                                                                | Posizione in classifica | Posizione in classifica | Posizione in classifica |
| Anno | Album                                                                                                | GER                     | AUT                     | SWI                     |
| ---- | --- | ----------------------- | ----------------------- | ----------------------- |
| 2002 | Mamani - Primo album di studio - Uscito il: 3 giugno 2002 - Formati: CD                              | 8                       | 44                      | 54                      |
| 2004 | Mamani Live - Prima registrazione live - Uscito il: 18 ottobre 1998 - Formati: CD                    | 44                      | -                       | -                       |
| 2006 | Born & Raised - Secondo album di studio - Uscito il: 11 agosto 2006 - Formati: CD, download digitale | 2                       | 42                      | 5                       |

## Singoli
| Anno | Canzoni                                               | Posizione in classifica | Posizione in classifica | Posizione in classifica | Album                |
| Anno | Canzoni                                               | GER                     | AUT                     | SWI                     | Album                |
| ---- | ----------------------------------------------------- | ----------------------- | ----------------------- | ----------------------- | -------------------- |
| 1999 | "Mit Dir" (con i Freundeskreis)                       | 9                       | 30                      | 12                      | Esperanto            |
| 1999 | "Can't Stop, Won't Stop" (featuring Scorpio)          | -                       | -                       | -                       | Singolo promozionale |
| 2001 | "Sag's Mir"                                           | -                       | -                       | -                       | Mamani               |
| 2002 | "Geh Jetzt"                                           | 64                      | -                       | -                       | Mamani               |
| 2002 | "Was Auch Immer"                                      | 86                      | -                       | -                       | Mamani               |
| 2003 | "Im Ghetto von Soweto"                                | -                       | -                       | -                       | Mamani               |
| 2003 | "Kinderlied"                                          | -                       | -                       | -                       | Mamani               |
| 2003 | "So Many Men" (Youssou N'Dour featuring Joy Denalane) | -                       | -                       | -                       |                      |
| 2004 | "Höchte Zeit"                                         | -                       | -                       | -                       | Mamani Live          |
| 2004 | "1ste Liebe" (Max Herre con Joy Denalane)             | 33                      | -                       | -                       | Max Herre            |
| 2005 | "Go (Remix)" (Common featuring Joy Denalane)          | -                       | -                       | -                       | Be                   |
| 2006 | "Let Go"                                              | 26                      | -                       | 46                      | Born & Raised        |
| 2006 | "Heaven or Hell" (featuring Raekwon)                  | -                       | -                       | -                       | Born & Raised        |
| 2007 | "Sometimes Love"                                      |                         |                         |                         | Born & Raised        |
| 2007 | "Change" (featuring Lupe Fiasco)                      |                         |                         |                         | Born & Raised        |

## Collaborazioni
| Anno | Canzone                                                            | Album                           |
| ---- | ------------------------------------------------------------------ | ------------------------------- |
| 2001 | "Music" (DJ Tiefschwarz featuring Joy Denalane)                    | RAL9005                         |
| 2001 | "Kuck Ma' Wer Da Rollt" (Afrob featuring Joy Denalane & Max Herre) | Made In Germany                 |
| 2003 | "Men's World" (ASD featuring Brooke Russell & Joy Denalane)        | Hey Du (Single)                 |
| 2005 | "Soulmate" (Afrob featuring Joy Denalane)                          | Hammer                          |
| 2005 | "Schlaflied für die Sehnsucht"                                     | Selma - in Sehnsucht eingehüllt |